# Super Star Wars: Return of the Jedi
Super Star Wars: Return of the Jedi är ett spring och skjutspel, släppt till SNES i Nordamerika den 22 juni 1994, i Europa den 30 mars 1995 och i Japan den 23 juni 1995. Spelet, som är det tredje och sista i trilogin Super Star Wars, är baserat på filmen Jedins återkomst från 1983. Spelet har också släppts till Game Boy och Sega Game Gear portable systems. 2009 återutgavs spelet till Virtual Console.

### Fotnoter
1. ↑  ”Composer information for Super Star Wars: Return of the Jedi”. SNES Music. http://www.snesmusic.org/v2/profile.php?selected=2853&profile=set. Läst 23 april 2014.
2. ↑  ”Super Return of the Jedi” (på svenska). Super Power (Solna: Atlantic) (3 1995). mars 1995. Läst 23 april 2014.
3. ↑  ”From Faraway Galaxies to the Family Room, Start Fall on a Fun-Filled Foot”. Nintendo of America. 7 september 2009. Arkiverad från originalet den 1 juli 2012. https://www.webcitation.org/68pKMCRDt?url=http://www.nintendo.com/whatsnew/detail/981Bra1xi5r009C5WDmn-Ktolso3-MEO. Läst 23 april 2014.